# Brejo (España)
Brejo o Sampaio de Brexo (llamada oficialmente San Paio de Brexo) es una parroquia española del municipio de Cambre, en la provincia de La Coruña, Galicia.

## Entidad de población
Entidad de población que forma parte de la parroquia:
- Brexo-Lema

No obstante, en el noménclator aparecen las siguientes localidades:
- A Pagueira
- Ascarís[6] (Ascariz)
- Bandebó
- Brexo
- Corgo (O Corgo)
- Coto (O Coto)
- Formigueiro
- Lema
- O Cereixeiro
- O Coído
- O Piñeiro
- Outeiro
- Roncesvales
- San Paio
- Sarnoso

## Demografía
| Gráfica de evolución demográfica de Brejo entre 2000 y 2018 |
|                                                             |
| Datos según el nomenclátor publicado por el INE.            |